# زیده بن یوسف
زیده بن یوسف (انگلیسی: Zaida Ben-Yusuf; ۲۱ نوامبر ۱۸۶۹ – ۲۷ سپتامبر ۱۹۳۳) یک عکاس پرتره متولد انگلیس و مقیم نیویورک بود. او به خاطر پرتره‌های هنری‌اش از آمریکایی‌های ثروتمند، شیک‌پوش و مشهور در اواخر قرن ۱۹ تا ۲۰ مورد توجه قرار گرفت.
در سال ۱۹۰۱، مجله خانه بانوان، او و شش عکاس دیگر را به عنوان «برترین زنان عکاس در آمریکا» معرفی کرد. در سال ۲۰۰۸، گالری ملی پرتره اسمیتسونیان نمایشگاهی را که صرفاً به کارهای بن یوسف اختصاص داده شده بود، برپا کرد و او را به عنوان یک چهره کلیدی در توسعه اولیه عکاسی هنرهای زیبا دوباره معرفی کرد.

## زندگی‌نامه

### اوایل زندگی
بن یوسف در لندن، انگلستان، در ۲۱ نوامبر ۱۸۶۹ به دنیا آمد. او دختر بزرگ یک مادر آلمانی، آنا کیند بن یوسف ناتان و پدری الجزایری، مصطفی موسی بن یوسف ناتان بود. مادرش در رامس‌گیت زندگی می‌کرد و در آنجا در حد یک فرماندار کار می‌کرد. در سال ۱۸۸۸، آنا بن یوسف به بوستون، ماساچوست مهاجرت کرد، و در آنجا در خیابان واشینگتن در بوستون در سال ۱۸۹۱ یک مغازه کلاه‌فروشی تاسیس کرد. در سال ۱۸۹۵، بن یوسف راه مادرش را دنبال کرد و به ایالات متحده مهاجرت کرد و در آنجا در خیابان پنجم، نیویورک، شماره ۲۵۱ به عنوان کلاهدوز کار کرد. او مدتی پس از تبدیل شدن به یک عکاس این کار را ادامه داد و گهگاه مقالاتی برای هارپرز بازار و لیدیز هوم ژورنال در مورد کلاهدوزی نوشت.

### حرفه عکاسی
در سال ۱۸۹۶، بن یوسف به عنوان یک عکاس شناخته شد. در آوریل ۱۸۹۶، دو عکس او در مجله کاسموپولیتن تکثیر شد. او در اواخر همان سال به اروپا سفر کرد، جایی که با جورج دیویسون، یکی از بنیانگذاران انجمن عکاسان لینکد رینگ ملاقات کرد، که او را تشویق به ادامه عکاسی کرد. او تا سال ۱۹۰۲ عکس‌هایش را در نمایشگاه‌های سالانه آنها به نمایش می‌گذاشت.
در بهار ۱۸۹۷، بن یوسف استودیوی عکاسی پرتره خود را در خیابان پنجم پلاک ۱۲۴، نیویورک افتتاح کرد. در ۷ نوامبر ۱۸۹۷، نیویورک دیلی تریبون مقاله‌ای در مورد استودیوی بن یوسف و کارهای او در ایجاد پوسترهای تبلیغاتی منتشر کرد که به دنبال آن نمایه دیگری در هفته‌نامه فرانک لزلی در ۳۰ دسامبر منتشر شد. از سال ۱۸۹۸، او با ده اثرش در شصت و هفتمین نمایشگاه سالانه موسسه آمریکایی که میزبان آکادمی ملی طراحی بود، به عنوان یک عکاس، محبوبیت فزاینده‌ای پیدا کرد. این جایی بود که پرتره او از بازیگر ویرجینیا ارل مقام سوم را در کلاس پرتره‌ها و گروه‌ها کسب کرد. در نوامبر ۱۸۹۸، بن یوسف و فرانسیس بنجامین جانستون یک نمایش دو زن با آثار خود در باشگاه دوربین نیویورک برگزار کردند.
در سال ۱۸۹۹، بن یوسف با فرد هلند دی در بوستون ملاقات کرد و او استودیوی خود را به خیابان پنجم ۵۷۸ منتقل کرد و در تعدادی از نمایشگاه‌ها از جمله دومین سالن عکاسی فیلادلفیا به نمایش گذاشت. او همچنین در تعدادی از نشریات، از جمله مقاله‌ای در مورد عکاسان زن در عکاس آماتور آمریکایی، و یک قطعه طولانی در د فتوگرافیک تایمز که در آن ساداکیچی هارتمن او را به عنوان «نماینده جالب عکاسی پرتره» توصیف کرده بود و همچنین در سال ۱۸۹۶ در نمایشگاهی که توسط لینکد رینگ، برادران لندن ترتیب داده شده بود، شرکت کرد و تا سال ۱۹۰۲ با آنها به همکاریش در این نمایشگاه ادامه داد.
در سال ۱۹۰۰، بن یوسف با جانستون در مورد نمایشگاهی از عکاسان زن آمریکایی در پاریس که همزمان با نمایشگاه جهانی بود، مکاتبه کرد. بن یوسف پنج پرتره در این نمایش داشت که به سن پترزبورگ، مسکو و واشنگتن دی سی سفر کرد و به نمایش گذاشت. او همچنین در پرتره‌ها را نمایشگاه هلند دی، مدرسه جدید عکاسی آمریکایی، برای انجمن عکاسی سلطنتی لندن به نمایش گذاشته شد و چهار عکس از آلفرد اشتیگلیتس برای نمایشگاه بین‌المللی گلاسکو در سال ۱۹۰۱‍ اسکاتلند انتخاب کرد.
در سال ۱۹۰۱، بن یوسف مقاله‌ای با عنوان «مشهورها زیر دوربین» برای شنبه ایونینگ پست نوشت و در آنجا تجربیات خود را با پرستارانش شرح داد. در این مرحله او از گروور کلیولند، فرانکلین روزولت، و لئونارد وود و دیگران عکاسی کرده بود. او برای شماره سپتامبر مجله متروپولیتن مقاله دیگری با عنوان «عکاسی جدید – آنچه که برای پرتره مدرن انجام داده و انجام می‌دهد» نوشت، جایی که او کار خود را هنری‌تر از اکثر عکاسان تجاری، اما کمتر رادیکال از برخی از عکاسان هنری شناخته شده توصیف کرد.

## درگذشت
در سال ۱۹۳۰، سوابق سرشماری نشان داد که بن یوسف با یک طراح پارچه به نام فردریک جی نوریس ازدواج کرده است. او سه سال بعد در ۲۷ سپتامبر ۱۹۳۳ در بیمارستان اپیسکوپال متدیست در بروکلین درگذشت.

## نگارخانه

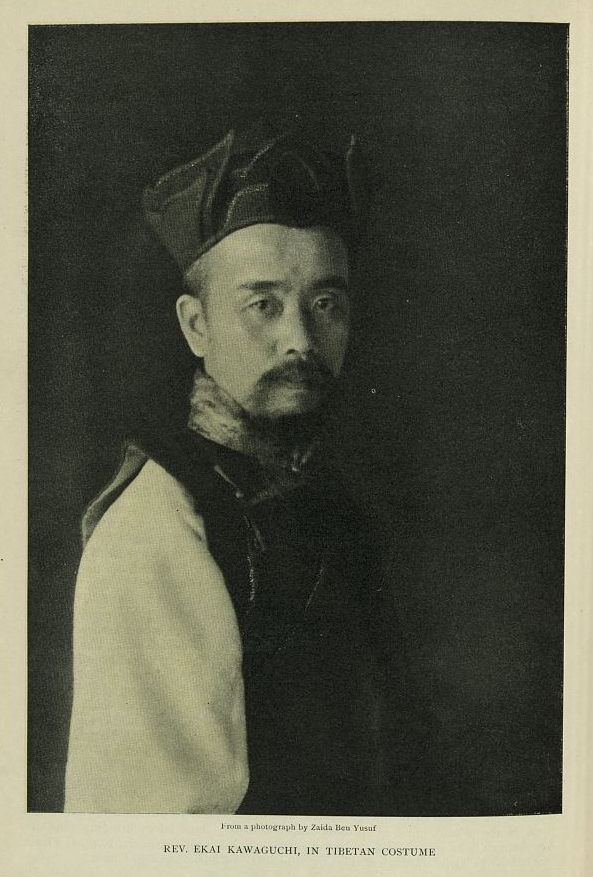
اکیا کاواگوچی، یک راهب بودایی ژاپنی (۱۹۰۴)
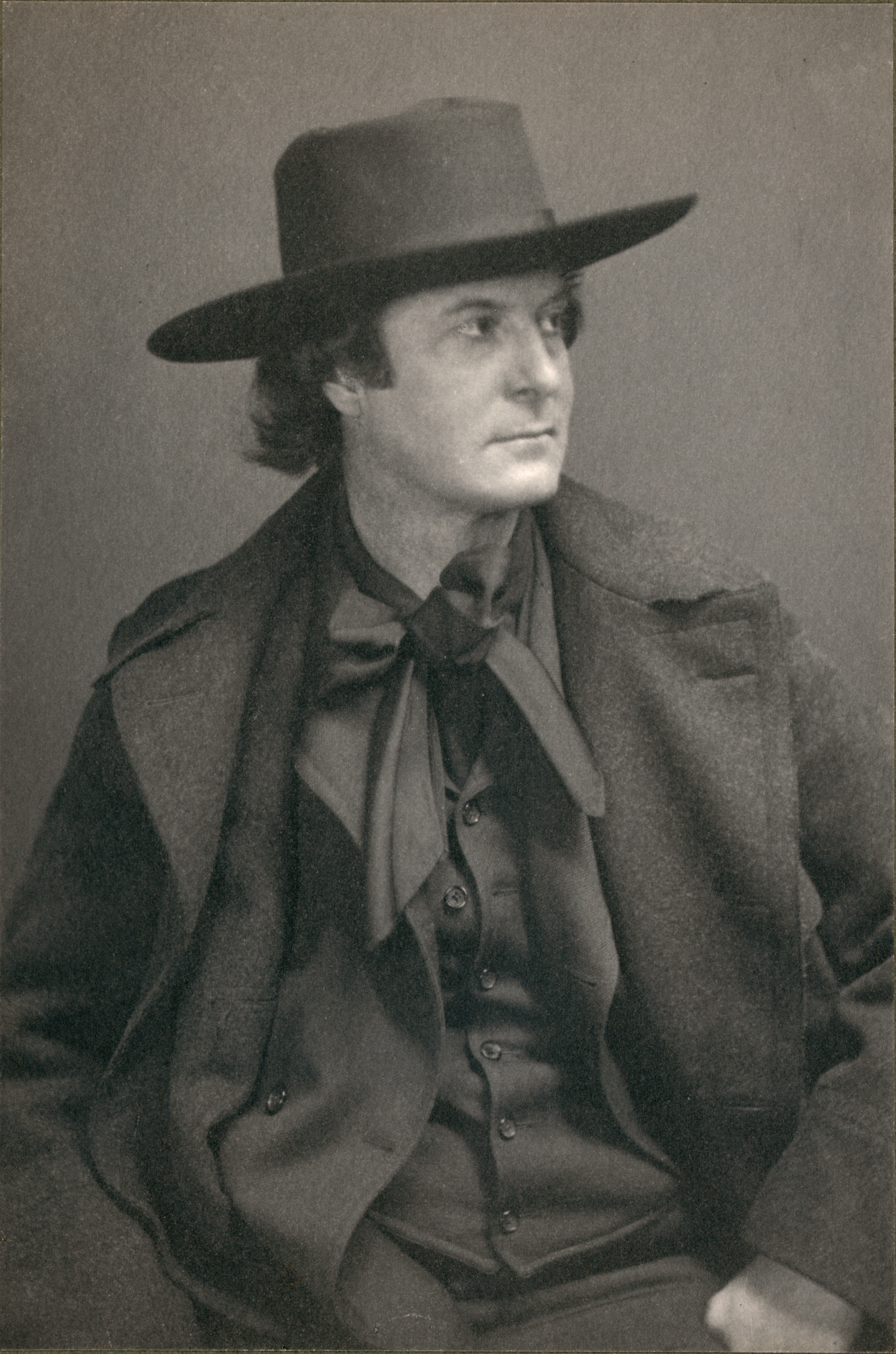
البرت هابرد - ۱۹۰۰
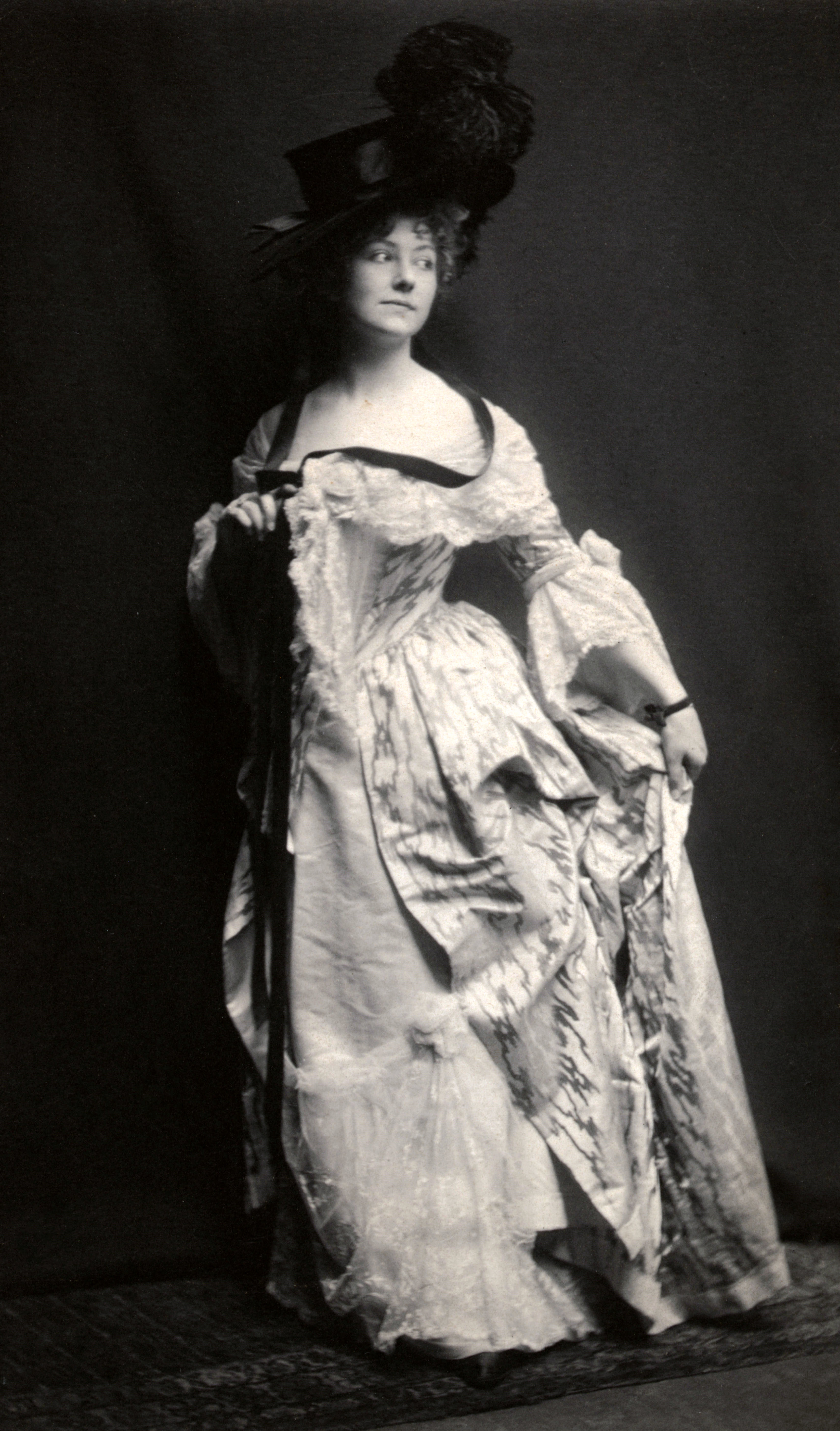
الیزه لسلی در نقش لیدیا لانگیش در نمایشنامه شریدان به نام رقبا (۱۸۹۹)
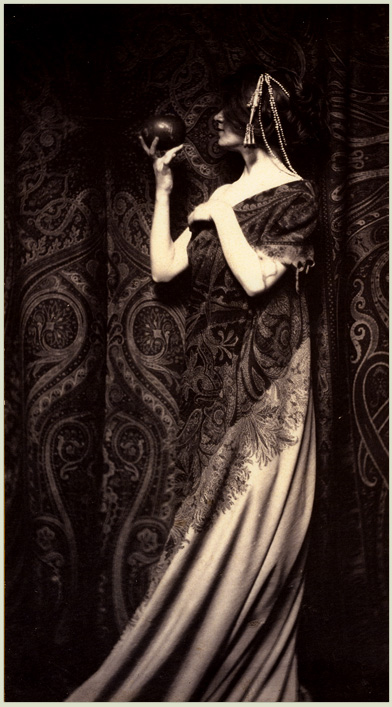
بوی انار (۱۸۹۹)